# Hoplerythrinus gronovii
Hoplerythrinus gronovii es una especie de peces de la familia Erythrinidae en el orden Characiformes.

## Morfología
Los machos pueden llegar alcanzar los 17,8 cm de longitud total.

## Hábitat
Es un pez de agua dulce y de clima tropical.

## Distribución geográfica
Se encuentran en Sudamérica: la Guayana Francesa.